# Emil Genetz

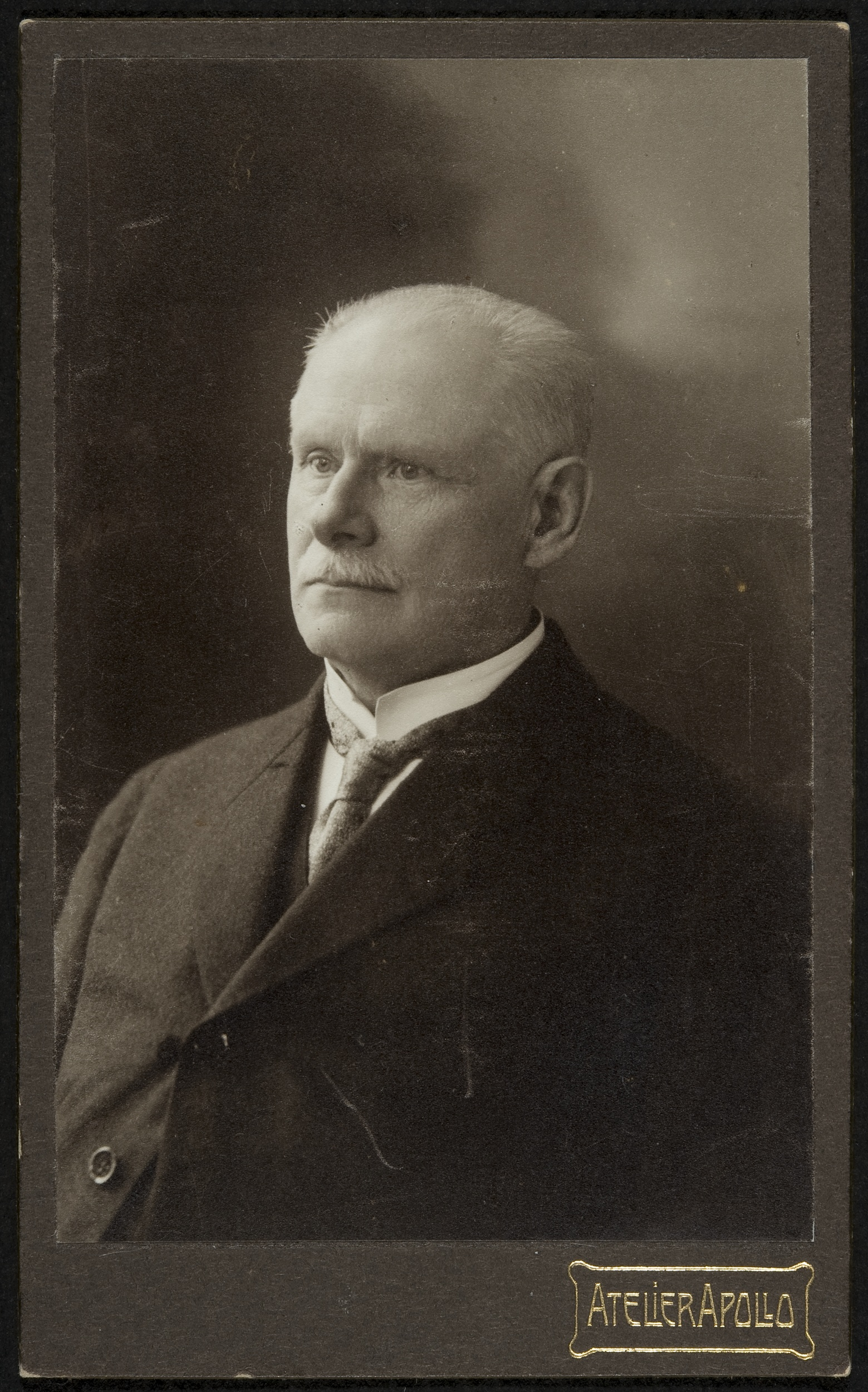
Emil Genetz.

Karl Emil Moritz Genetz, född 24 oktober 1852 i Impilax, död 1 maj 1930 i Helsingfors, var en finländsk tonsättare. Han var bror till Arvid Genetz. 
Genetz studerade först kemi och juridik, men övergick 1874 till musiken. Han studerade 1875–1877 vid Dresdens konservatorium och förtjänade länge sitt levebröd som lärare i tyska vid skolor i Tavastehus och Helsingfors och 1889–1903 vid kadettskolan i Fredrikshamn. I denna stad ledde han även en kör, med vilken han företog konsertresor. År 1904 flyttade han till Helsingfors, där han var verksam som lärare i välläsning och som ledare för Finlands nationalteaters elevskola. I hans produktion märks främst omkring 50 sånger för kör, av vilka Terve, Suomeni maa!, Herää Suomi! och Rauhan maa (Fridens land) är de mest kända.